# Marigny-Chemereau
Marigny-Chemereau é uma comuna francesa na região administrativa da Nova Aquitânia, no departamento de Vienne. Estende-se por uma área de 11,51 km². Em 2010 a comuna tinha 616 habitantes (densidade: 53,5 hab./km²).